# 嗜好
| ウィキペディアには「嗜好」という見出しの百科事典記事はありません（タイトルに「嗜好」を含むページの一覧/「嗜好」で始まるページの一覧）。 代わりにウィクショナリーのページ「嗜好」が役に立つかもしれません。 |